# Ludwig Alpers

Ludwig Alpers

Ludwig Alpers (* 15. Dezember 1866 in Drochtersen; † 15. August 1959 in Bremervörde) war ein deutscher Politiker der DHP.

## Leben und Beruf
Er war der Sohn eines Lehrers. Nach dem Besuch der Volks- und Rektorschule in Drochtersen und der Schürenschule in Hermannsburg absolvierte Alpers, der evangelisch-lutherischen Glaubens war, das Lehrerseminar in Stade. Ab 1887 war er zunächst Lehrer in Geestemünde und Lehe und seit 1892 in Hamburg. Er wurde Ende des 19. Jahrhunderts zum Vorsitzenden des Hannoverschen Arbeiter- und Handwerker-Bundes gewählt.

## Partei
Alpers war Mitglied und seit 1895 erster Vorsitzender der sich als großdeutsch-föderalistisch (und somit antipreußisch) verstehenden Hamburgischen Rechtspartei, die auf Reichsebene der Deutsch-Hannoverschen Partei angeschlossen war. Als nach der Machtübernahme der Nationalsozialisten die DHP aufgelöst wurde, beteiligte er sich mit Heinrich Hellwege, Heinrich Langwost und Anderen an der Gründung der Niedersächsischen Freiheitsbewegung.

## Abgeordneter
Nachdem er bereits 1898, 1903 und 1907 vergeblich kandidiert hatte, wurde Alpers bei der Reichstagswahl 1912 für den Wahlkreis Harburg in den Reichstag gewählt (bis 1918). 1919/20 gehörte er der Weimarer Nationalversammlung an. Anschließend war er von 1920 bis Dezember 1924 und erneut von Mai 1925 bis 1930 wieder Reichstagsabgeordneter.

## Ehrungen
- 1952: Großes Verdienstkreuz der Bundesrepublik Deutschland